# Bundesstaaten, Territorien und Außengebiete Australiens
Ein Bundesstaat, Territorium oder Außengebiet ist ein Gliedstaat des bundesstaatlich organisierten Australien.
Neben den sechs Bundesstaaten (fünf kontinentale und Tasmanien) und den drei kontinentalen Territorien – von denen sich das jüngste (Jervis Bay Territory) erst 1989 durch die Abspaltung vom Hauptstadtterritorium gebildet hat – existieren sieben australische Außengebiete (sechs Inseln/Inselgruppen und ein Teil der Antarktis). Während die Bundesstaaten weitestgehend eigenständig sind, besitzen die Territorien ein weitaus geringeres Maß an Eigenständigkeit oder sind direkt der Bundesregierung unterstellt.

## Überblick
| Referenzkarten | Referenzkarten |
| -------------- | -------------- |
| Karte          | Karte          |

| Gebiete                             | Gebiete | Gebiete  | Gebiete                       | Gebiete     | Gebiete                             | Gebiete            | Gebiete       |
| Bezeichnung                         | Kürzel  | Postcode | PLZ                           | Typ         | Hauptstadt (oder größte Ansiedlung) | Bevölkerung (2021) | Fläche in km² |
| ----------------------------------- | ------- | -------- | ----------------------------- | ----------- | ----------------------------------- | ------------------ | ------------- |
| Ashmore- und Cartierinseln          |         |          |                               | Außengebiet | (West Islet)                        | 0                  | 199           |
| Australisches Antarktis-Territorium | AQ      | TAS      | 7151                          | Außengebiet | (Mawson-Station)                    | ca. 1.000          | 5.896.500     |
| Australian Capital Territory        | AU-ACT  | ACT      | 0200–0299 2600–2618 2900–2920 | Territorium | Canberra                            | 454.499            | 2.358         |
| Weihnachtsinsel                     | CX      | WA       | 6798                          | Außengebiet | Flying Fish Cove                    | 1.692              | 135           |
| Kokosinseln                         | CC      | WA       | 6799                          | Außengebiet | West Island                         | 593                | 14            |
| Korallenmeerinseln                  |         |          |                               | Außengebiet | (Willis Island)                     | 4                  | 10            |
| Heard und McDonaldinseln            | HM      | TAS      | 7151                          | Außengebiet | (Atlas Cove)                        | 0                  | 372           |
| Jervis Bay Territory                |         | NSW      | 2540                          | Territorium | (Jervis Bay Village)                | 310                | 70            |
| New South Wales                     | AU-NSW  | NSW      | 1000–2599 2619–2898 2921–2999 | Bundesstaat | Sydney                              | 8.072.163          | 800.642       |
| Norfolkinsel                        | NF      | NSW      | 2899                          | Außengebiet | Kingston                            | 1.739              | 35            |
| Northern Territory                  | AU-NT   | NT       | 0800–0899 0900–0999           | Territorium | Darwin                              | 232.605            | 1.349.129     |
| Queensland                          | AU-QLD  | QLD      | 4000–4999 9000–9999           | Bundesstaat | Brisbane                            | 5.156.138          | 1.730.648     |
| South Australia                     | AU-SA   | SA       | 5000–5999                     | Bundesstaat | Adelaide                            | 1.781.516          | 983.482       |
| Tasmanien                           | AU-TAS  | TAS      | 7000–7999                     | Bundesstaat | Hobart                              | 557.571            | 68.401        |
| Victoria                            | AU-VIC  | VIC      | 3000–3999 8000–8999           | Bundesstaat | Melbourne                           | 6.503.491          | 227.416       |
| Western Australia                   | AU-WA   | WA       | 6000–6797 6999                | Bundesstaat | Perth                               | 2.660.026          | 2.529.875     |

## Eigenschaften von Bundesstaaten und Territorien
Die Bundesstaaten entstanden aus eigenständigen britischen Kolonien, die vor der Unabhängigkeit Australiens 1901 existierten. Deren Rechte sind durch die australische Verfassung geschützt, sie besitzen jeweils eine eigene Verfassung und eigenes Parlament mit weitgehenden Rechten. Vom Bund erlassene Gesetze gelten in den Bundesstaaten nur in den Bereichen, in denen es die Bundesverfassung ausdrücklich zulässt.
Die Territorien dagegen sind laut Verfassung grundsätzlich direkt dem australischen Parlament unterstellt, das dort die volle legislative Gewalt besitzt. Die Territorien verfügen aber über stimmberechtigte Abgeordnete und Senatoren im australischen Parlament. Die Außengebiete werden auch direkt von der Bundesregierung verwaltet, während die auf dem australischen Kontinent befindlichen Territorien Northern Territory, Australian Capital Territory (ACT) und die Norfolkinsel eine eigene Verwaltung besitzen. Das Jervis Bay Territory stellt einen Sonderfall dar. Es besitzt keine Selbstverwaltung, sondern wird zum Teil vom Bund und zum Teil vom Australian Capital Territory (ACT) verwaltet. Der Bund hat das Recht, in den selbstverwalteten Territorien von der dortigen Verwaltung erlassene Gesetze zu überstimmen, was er in ein paar seltenen Fällen auch getan hat (z. B. beim Rights of the Terminally Ill Act des Northern Territory).
Jeder Bundesstaat besitzt einen Gouverneur, der von König Charles III. in seiner Funktion als Staatsoberhaupt von Australien ernannt wird. Das Northern Territory und die Norfolkinsel werden dagegen jeweils von einem vom Generalgouverneur von Australien ernannten Repräsentanten vertreten. Das Australian Capital Territory (ACT) besitzt weder einen Gouverneur noch einen Repräsentanten. Dort übt der Generalgouverneur bestimmte Rechte aus, die in den Bundesstaaten dem jeweiligen Gouverneur zufallen. Dazu gehört beispielsweise das Recht, das Parlament auflösen zu können.
Queensland schaffte sein Oberhaus 1922 ab, die übrigen Bundesstaaten besitzen ein Zweikammernparlament. Die Wahlen zum Unterhaus – das Legislative Assembly oder House of Assembly genannt wird – werden nach dem Mehrheitswahlrecht abgehalten, nur in Tasmanien wird das Verhältniswahlrecht angewendet. Das Oberhaus – als Legislative Council bezeichnet – wird ebenfalls nach dem Verhältniswahlrecht gewählt. Die drei selbstverwalteten Territorien besitzen ein Einkammernparlament.
Der Regierung eines jeden Bundesstaates steht ein Premierminister vor, der von der Mehrheitspartei – welche die Regierung bildet – gestellt und vom Gouverneur des Bundesstaates ernannt wird. Das Regierungsoberhaupt der selbstverwalteten Territorien wird Chief Minister genannt.